# Сойдозеро
Сойдозеро — озеро в Вологодской области России.

## География
Расположено на водораздельной части Андомской возвышенности в границах Вытегорского района, в 75 км северо-восточнее районного центра — города Вытегры, на высоте 206 метров над уровнем моря.

## Характеристика
Относится к бассейну Верхней Волги. Площадь озера составляет 3,44 км², площадь водосборного бассейна — 100 км². Глубина — около 2 метров. Вытекающая река — Сойда. Местами заболоченные берега покрыты еловыми, сосновыми и берёзово-осиновыми лесами, встречаются живописные заливы и острова. В 1983 году создан Сойдозерский государственный природный заказник общей площадью 2249 га.
Основными представителями ихтиофауны водоёма являются окунь и плотва.
Топоним, вероятно, претерпел некоторые изменения, но можно предположить, что он возник от вепсского слова soit — «свисток, дудочка».

## Данные водного реестра
По данным государственного водного реестра России и геоинформационной системы водохозяйственного районирования территории РФ, подготовленной Федеральным агентством водных ресурсов:
- Бассейновый округ — Верхневолжский
- Речной бассейн — (Верхняя) Волга до Куйбышевского водохранилища (без бассейна Оки)
- Речной подбассейн — Реки бассейна Рыбинского водохранилища
- Водохозяйственный участок — Шексна от истока (включая озеро Белое) до Череповецкого гидроузла
- Код водного объекта — 08010200311110000005452